# Олянське повстання
Оля́нське повста́ння (порт. Revolta de Olhão) — повстання в Португалії проти франзуцьких окупаційних військ. Епізод Піренейської війни. Почалося 16 червня 1808 року в містечку Олян, в південній провінції Алгарве. Приводом до виступу стало святкування 12—13 червня католицьких свят і маніфестація португальської символіки, забороненої окупантами. 16 червня міщани під проводом полковника Жозе Лопеша де Сози захопили Олян й арештували півсотні французьких солдатів. Успіх спричинив ланцюгову реакцію в сусідніх поселеннях, які перейшли на бік повсталих. Французи стали зосереджувати свої війська у провінційній столиці Фару. Місцеві португальці поширили чутки про висадку англійців у Оляні, що підірвало бойовий дух противника. 19 червня французи здали Фару і відступили з території Алгарве. 22 вересня олянські рибалки перепливли Атлантичний океан і повідомили португальського регента Жуана, що перебував у Ріо-де-Жанейро, про повстання. Королівським указом 15 листопада 1808 року воно проголошувалося «першим знаком реставрації монархії». Містечко Олян отримав нову назву Олян-да-Рештаурасан (порт. Olhão da Restauração, «Реставраційний Олян»). Пам'ять про повстання закарбована на міському гербі.